# Aniba firmula
Aniba firmula är en lagerväxtart som först beskrevs av Nees & C. Martius, och fick sitt nu gällande namn av Carl Christian Mez. Aniba firmula ingår i släktet Aniba och familjen lagerväxter. Inga underarter finns listade i Catalogue of Life.